# Alexandre Grosjean
Alexandre Grosjean (Verviers, 1970) is een Belgische voetbalbestuurder. Van 2018 tot begin 2022 was hij algemeen directeur van Standard Luik.

## Carrière
Alexandre Grosjean behaalde in 1994 een diploma marketing aan de Brusselse hogeschool EPHEC en ging vervolgens aan de slag als filiaalhouder van een Super GB in Luik. Nadien werkte hij zich bij Proximus op tot salesmanager voor de regio's Brussel en Wallonië. In juni 2012 werd hij ook voorzitter van de Kamer van Koophandel van de regio Luik-Verviers-Namen. Sinds 2010 is hij mede-oprichter en eigenaar van de onderneming  Chocol@ (Chocol-at).
In 2015 kwam voetbalclub Standard Luik in handen van ondernemer Bruno Venanzi. De nieuwe voorzitter benoemde Grosjean als directeur marketing en communicatie. Drie jaar later werd de organisatie van de club geherstructureerd en werd Grosjean gepromoveerd tot algemeen directeur, met Michel Preud'homme als verantwoordelijk voor het sportieve beleid. Grosjean zetelde ook in de raad van bestuur van de Luikse club. Eind februari 2022 werd in onderling overleg zijn contract bij Standard beëindigd.